# Мелроуз (Ајова)
Мелроуз (енгл. Melrose) град је у америчкој савезној држави Ајова. По попису становништва из 2010. у њему је живело 112 становника.

## Демографија
Према попису становништва из 2010. у граду је живело 112 становника, што је -18 (-13.8%) становника више него 2000. године.
| Група             | 2000.       | 2010.       |
| Белци             | 127 (97,7%) | 108 (96,4%) |
| Афроамериканци    | 0 (0,0%)    | 0 (0,0%)    |
| Азијати           | 1 (0,8%)    | 1 (0,9%)    |
| Хиспаноамериканци | 0 (0,0%)    | 0 (0,0%)    |
| Укупно            | 130         | 112         |